# Sarah Harding
Sarah Nicole Harding, ursprungligen Hardman, född 17 november 1981 i Ascot i Berkshire, död 5 september 2021 i Manchester, var en brittisk sångerska, modell och skådespelerska. Som sångerska var hon medlem i Girls Aloud.
Hon avled 2021 i sviterna av bröstcancer.

## Karriär
Harding arbetade som servitris och bartender i Manchester, innan hon 2002 deltog i den brittiska upplagan av Popstars. Hon utvaldes tillsammans med Nadine Coyle, Nicola Roberts, Cheryl Tweedy och Kimberley Walsh att bilda tjejgruppen Girls Aloud.
Tidskriften FHM bad 2005 sina läsare att rösta fram de 100 sexigaste kvinnorna i världen. Harding hamnade på åttonde plats.

## Diskografi

### Solo
EP
- 2015 – Threads

1. "Threads" – 2:58
2. "Live Before I Die" – 3:20
3. "Indelible" – 4:29
4. "Threads (K-Gee's Late Night Mash-up Remix)" – 3:33

Singlar
- 2015 – "Threads"
- 2021 – "Wear It Like a Crown"